# Contarinia perplicata
Contarinia perplicata är en tvåvingeart som beskrevs av Fedotova 1997. Contarinia perplicata ingår i släktet Contarinia och familjen gallmyggor. Inga underarter finns listade i Catalogue of Life.